# Duntarvie Castle

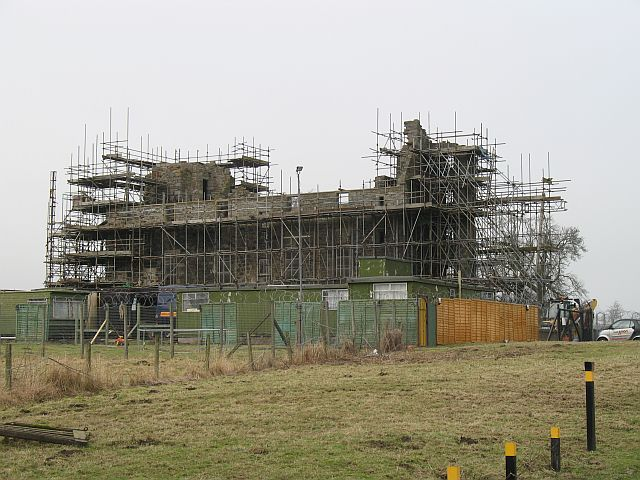
Duntarvie Castle

Duntarvie Castle ist ein Herrenhaus nahe der schottischen Ortschaft Winchburgh in der Council Area West Lothian. 1971 wurde das Bauwerk in die schottischen Denkmallisten in der höchsten Denkmalkategorie A aufgenommen. Des Weiteren ist es als Scheduled Monument klassifiziert.

## Geschichte
Im Jahr 1588 erhielt James Durham die Rechte an den Ländereien von Duntarvie. Auf diesen ließ er wahrscheinlich um 1590 Duntarvie Castle errichten. Im Laufe des 17. Jahrhunderts wurde ein Anbau hinzugefügt. Später erwarb die Familie Hopes das Anwesen und gliederte es an sein nördlich gelegenes Hopetoun House an. Seit den 1840er Jahren steht das Bauwerk leer und verfiel im Folgenden zusehends.

## Beschreibung
Duntarvie liegt rund zwei Kilometer nördlich von Winchburgh abseits der M9. Das vierstöckige, längliche Hauptgebäude war ursprünglich symmetrisch aufgebaut. Erst der später hinzugefügte fünfstöckige Turm brach die Symmetrie. Das Mauerwerk besteht aus Bruchstein. An der Nordseite tritt ein Treppenturm hervor. Heute ist das Mauerwerk teilweise beschädigt und das Dach zerstört. Die Giebel sind als Staffelgiebel gearbeitet. Im Erdgeschoss sind Gewölbedecken eingezogen. Von dort aus führt eine Treppe in den Saal im Obergeschoss.